# 玛戈·布尔
玛戈·布尔（荷蘭語：Margot Boer，1985年8月7日—），荷兰女子速度滑冰运动员，2009年世界单程距离速度滑冰锦标赛女子1000米铜牌得主、2012年世界单程距离速度滑冰锦标赛女子1000米铜牌得主、2014年冬季奥林匹克运动会女子500米和女子1000米铜牌得主。